# Tamaphora magana
Tamaphora magana är en insektsart som beskrevs av Matsumura 1942. Tamaphora magana ingår i släktet Tamaphora och familjen spottstritar. Inga underarter finns listade i Catalogue of Life.